# Денисовка (Казахстан)
Дени́совка (каз. Денисов) — село, центр Денисовського району Костанайської області Казахстану. Адміністративний центр Денисовського сільського округу.
Населення —  (2021; 5196 у 2009, 6611 у 1999,  у 1989).
У радянські часи село називалось Орджонікідзе.